# Nautilus (Slagharen)
Nautilus, ook wel bekend als Ocean of Darkness of de Onderwaterwereld, was een darkride in Attractiepark Slagharen.

## Over de attractie
De attractie bevond zich in het begin van het park, naast de ingang. Deze darkride werd gebouwd in het jaar 1968. Men stapte in een karretje, dat op een onderzeeboot lijkt. Dit karretje reed vervolgens door een hal met allerlei rare vissen, dieren en koning Neptunus. De rondrit duurt tweeënhalve minuut en in het karretje is plaats voor maximaal twee personen. De lengterestrictie lag op 130 cm.
De attractie heette in zijn beginjaren 'Onderwaterland', later 'Onderwaterwereld' en werd nog later omgedoopt tot 'Ocean of Darkness'. Hoewel deze naam op de gevel bleef staan van het gebouw, sprak het park de laatste jaren ook wel van 'Nautilus'. 2012 was het laatste jaar dat deze attractie draaide. Er werd plaatsgemaakt voor nieuwe attracties. Tegenwoordig staan Magic Bikes en The Passepartout Explorer op de plaats van de Nautilus.
Afbeeldingen · Main Street